# Belval-Bois-des-Dames
Pour les articles homonymes, voir Belval.
Ne doit pas être confondu avec Belval (Ardennes).
Belval-Bois-des-Dames est une commune française située dans le département des Ardennes, en région Grand Est.

## Géographie
|                 | Beaumont-en-Argonne   | Laneuville-sur-Meuse Meuse |
| Vaux-en-Dieulet | Belval-Bois-des-Dames |                            |
| Fossé           | Nouart                | Beaufort-en-Argonne Meuse  |

### Hydrographie
La commune est dans le bassin versant de la Meuse au sein du bassin Rhin-Meuse. Elle est drainée par le ruisseau la Wame, le ruisseau de la Forge, le ruisseau le Vivier, le ruisseau le Royer Goulivrin, le ruisseau de l'Étang Champy, le ruisseau de Tortu, le ruisseau du Chateau de Belval et le ruisseau la Gobine,.
Le ruisseau la Wame, d'une longueur de 10 km, prend sa source dans la commune  et se jette  dans la Meuse à Létanne, après avoir traversé cinq communes.

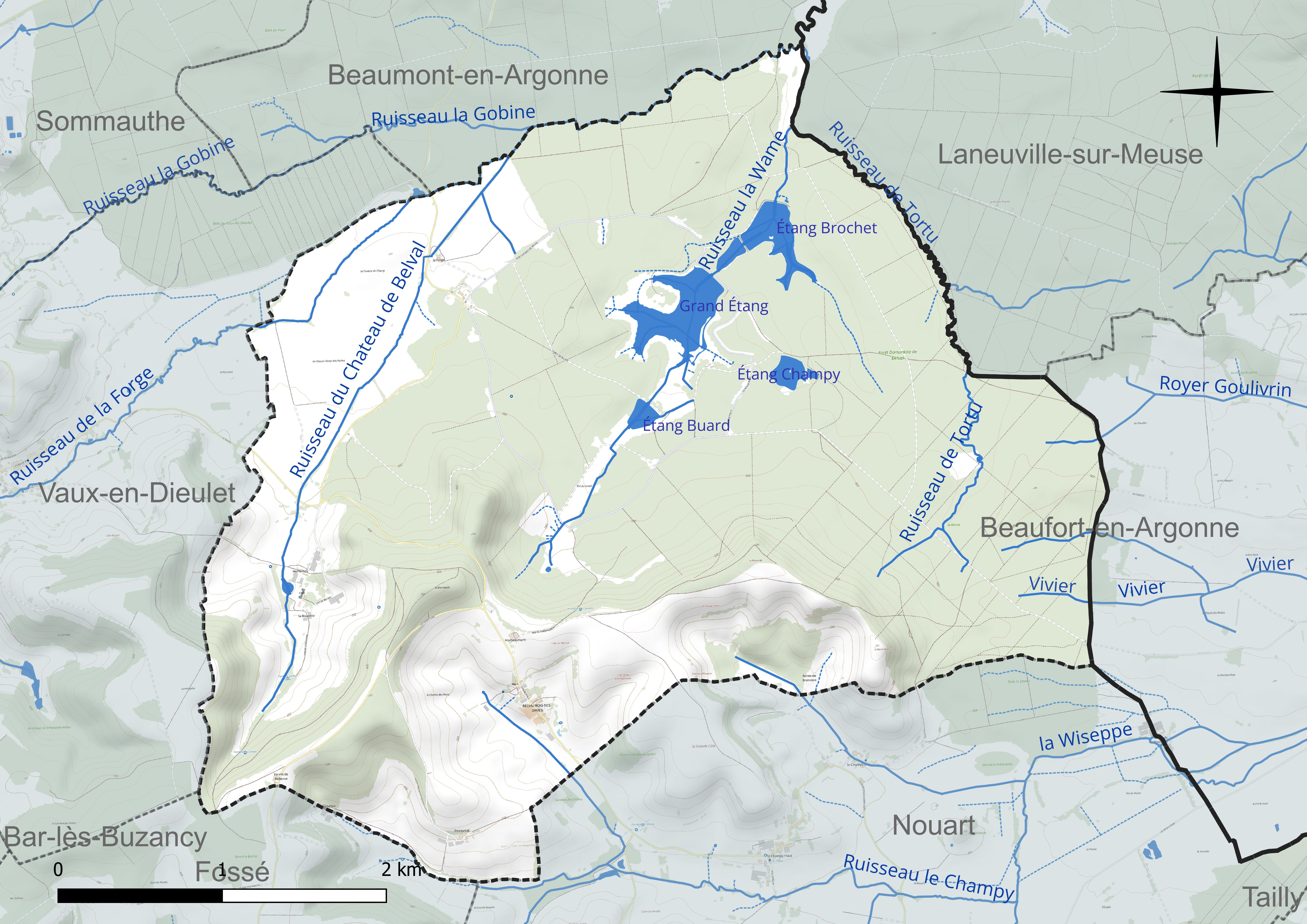
Réseaux hydrographique de Belval-Bois-des-Dames.

Quatre plans d'eau complètent le réseau hydrographique : le Grand étang (16,6 ha), l'étang Brochet (8,7 ha), l'étang Buard (2,2 ha) et l'étang Champy (3 ha),.

### Climat
Pour des articles plus généraux, voir Climat du Grand Est et Climat des Ardennes.
En 2010, le climat de la commune est de type climat de montagne, selon une étude du Centre national de la recherche scientifique s'appuyant sur une série de données couvrant la période 1971-2000. En 2020, Météo-France publie une typologie des climats de la France métropolitaine dans laquelle la commune est exposée à un climat océanique altéré et est dans la région climatique Lorraine, plateau de Langres, Morvan, caractérisée par un hiver rude (1,5 °C), des vents modérés et des brouillards fréquents en automne et hiver.
Pour la période 1971-2000, la température annuelle moyenne est de 9,7 °C, avec une amplitude thermique annuelle de 15,6 °C. Le cumul annuel moyen de précipitations est de 998 mm, avec 13,9 jours de précipitations en janvier et 9,6 jours en juillet. Pour la période 1991-2020, la température moyenne annuelle observée sur la station météorologique de Météo-France la plus proche, « Buzancy_sapc », sur la commune de Buzancy à 8 km à vol d'oiseau, est de 10,9 °C et le cumul annuel moyen de précipitations est de 862,0 mm. 
La température maximale relevée sur cette station est de 40,7 °C, atteinte le 25 juillet 2019 ; la température minimale est de −15,8 °C, atteinte le 20 décembre 2009,,.
Les paramètres climatiques de la commune ont été estimés pour le milieu du siècle (2041-2070) selon différents scénarios d'émission de gaz à effet de serre à partir des nouvelles projections climatiques de référence DRIAS-2020. Ils sont consultables sur un site dédié publié par Météo-France en novembre 2022.

## Urbanisme

### Typologie
Au 1er janvier 2024, Belval-Bois-des-Dames est catégorisée commune rurale à habitat très dispersé, selon la nouvelle grille communale de densité à 7 niveaux définie par l'Insee en 2022.
Elle est située hors unité urbaine et hors attraction des villes,.

### Occupation des sols
L'occupation des sols de la commune, telle qu'elle ressort de la base de données européenne d’occupation biophysique des sols Corine Land Cover (CLC), est marquée par l'importance des forêts et milieux semi-naturels (62,3 % en 2018), une proportion sensiblement équivalente à celle de 1990 (62,9 %). La répartition détaillée en 2018 est la suivante : 
forêts (60,9 %), prairies (22,9 %), terres arables (7,1 %), zones agricoles hétérogènes (3,3 %), zones humides intérieures (2,6 %), eaux continentales (1,8 %), milieux à végétation arbustive et/ou herbacée (1,4 %). L'évolution de l’occupation des sols de la commune et de ses infrastructures peut être observée sur les différentes représentations cartographiques du territoire : la carte de Cassini (XVIIIe siècle), la carte d'état-major (1820-1866) et les cartes ou photos aériennes de l'IGN pour la période actuelle (1950 à aujourd'hui).

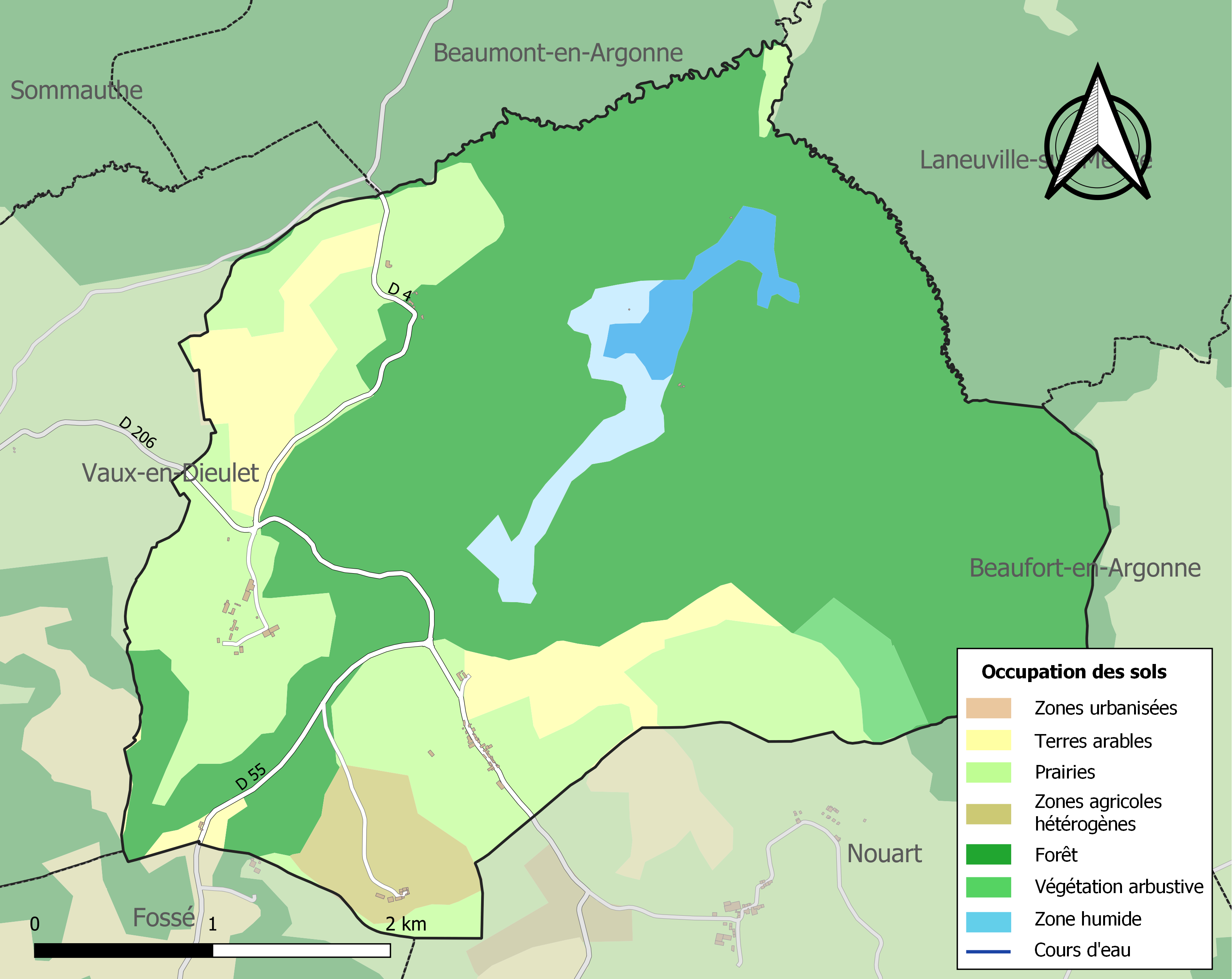
Carte des infrastructures et de l'occupation des sols de la commune en 2018 (CLC).

## Toponymie
Du nom de l'abbaye de Belval et du village de Bois-des-Dames.
Belval : la « belle vallée », le « beau vallon » en ancien français, de l'adjectif féminin, de l'oïl, belle réduit à bel et val « vallée ».
« Bois-des-Dames », forêt ayant appartenu à une église consacrée, ce bois devait appartenir à l'abbaye de Belval. « Les Dames », en toponymie, représentent souvent les religieuses d'une abbaye ou d'un couvent.

## Histoire
Vers 1892, des fouilles effectuées par Roger Graffin au Bois-des-Dames ont mis au jour à Montretemps une statuaire romaine dans ce qui devait être une occupation fortifiée du bas-empire, le site avait peut-être un temple à Mithra.
Le 29 août 1870, durant la guerre franco-allemande, eut lieu le combat de Bois-des-Dames où furent engagés les 17e, 27e et 68e régiments d'infanterie de ligne[réf. nécessaire].

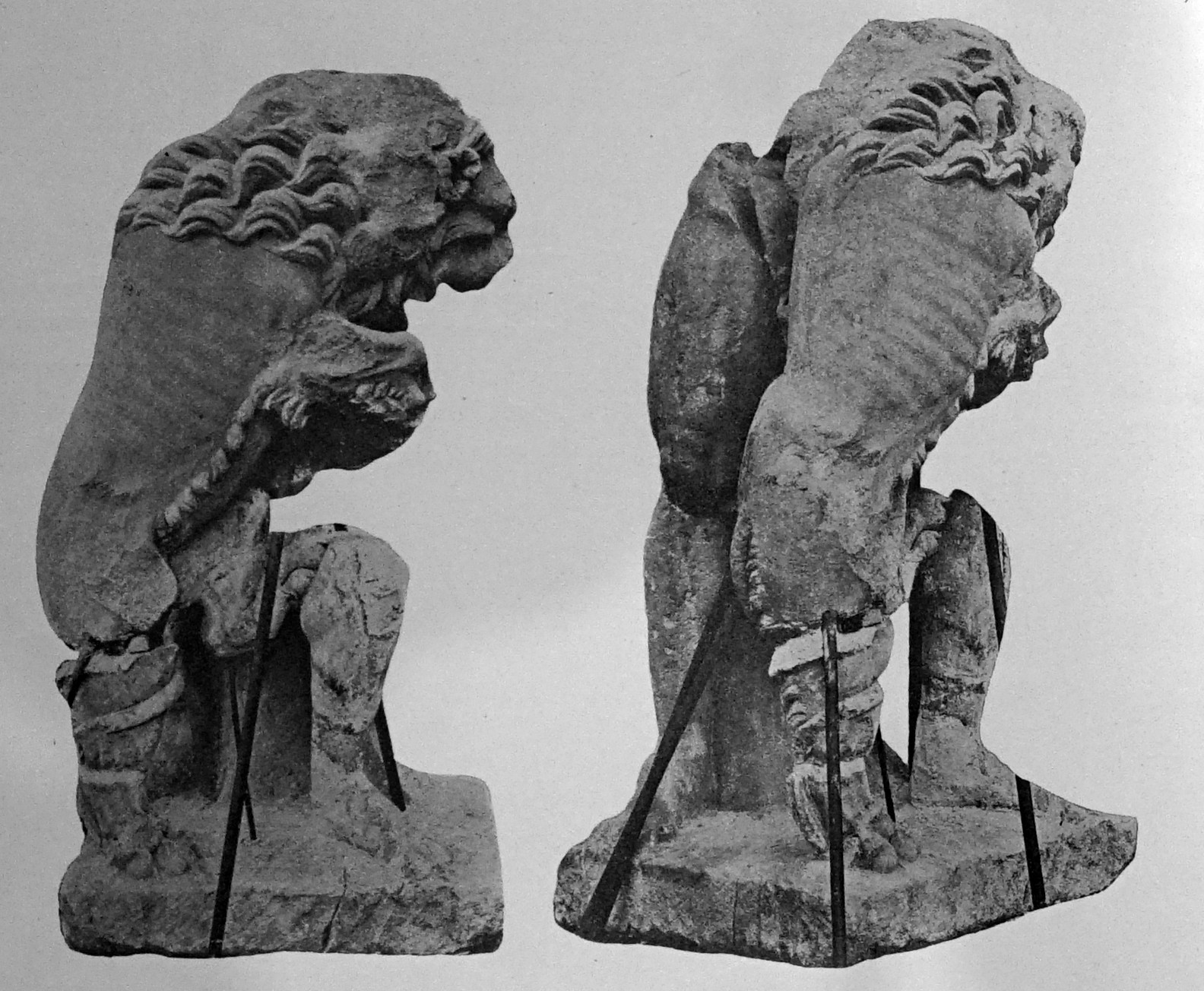
Lion combattant un homme,
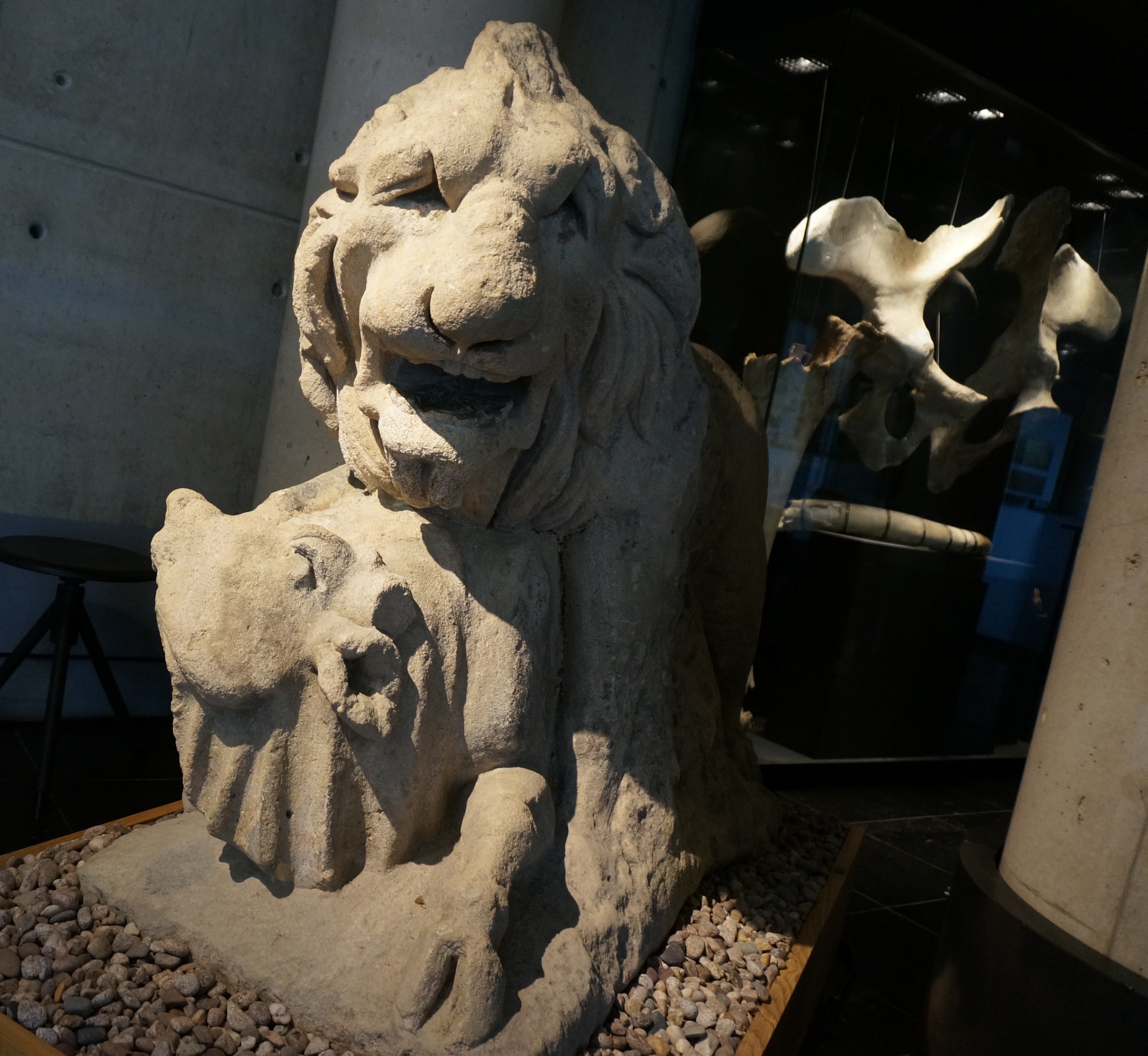
lion terrassant un taureau,
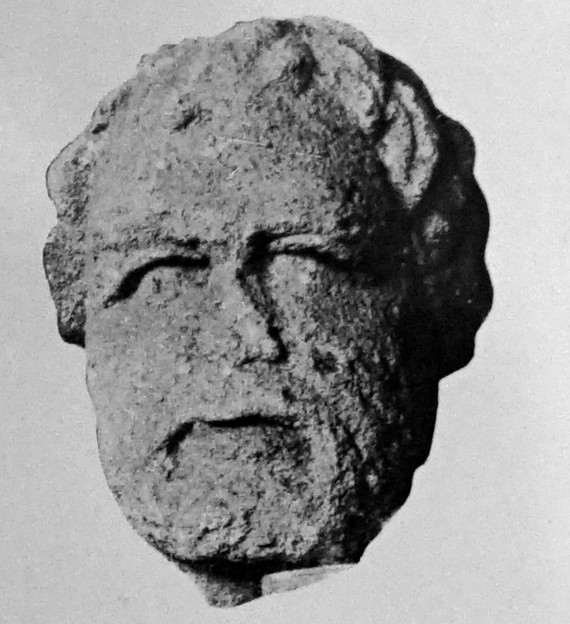
au musée de l'Ardenne.

## Politique et administration
| Période                                  | Période | Identité                                      | Étiquette | Qualité     |
| ---------------------------------------- | ------- | --------------------------------------------- | --------- | ----------- |
| mars 2001                                |         | Bruno Juillet, Réélu pour le mandat 2020-2026 |           | Agriculteur |
| Les données manquantes sont à compléter. |         |                                               |           |             |

## Démographie
L'évolution du nombre d'habitants est connue à travers les recensements de la population effectués dans la commune depuis 1793. Pour les communes de moins de 10 000 habitants, une enquête de recensement portant sur toute la population est réalisée tous les cinq ans, les populations de référence des années intermédiaires étant quant à elles estimées par interpolation ou extrapolation. Pour la commune, le premier recensement exhaustif entrant dans le cadre du nouveau dispositif a été réalisé en 2005.

En 2022, la commune comptait 27 habitants, en évolution de −18,18 % par rapport à 2016 (Ardennes : −2,97 %, France hors Mayotte : +2,11 %).
| 1793 | 1800 | 1806 | 1821 | 1831 | 1836 | 1841 | 1846 | 1851 |
| ---- | ---- | ---- | ---- | ---- | ---- | ---- | ---- | ---- |
| 246  | 232  | 262  | 265  | 258  | 255  | 250  | 226  | 319  |

| 1866 | 1872 | 1876 | 1881 | 1886 | 1891 | 1896 | 1901 | 1906 |
| ---- | ---- | ---- | ---- | ---- | ---- | ---- | ---- | ---- |
| 228  | 206  | 200  | 187  | 180  | 168  | 169  | 150  | 148  |

| 1911 | 1921 | 1926 | 1931 | 1936 | 1946 | 1954 | 1962 | 1968 |
| ---- | ---- | ---- | ---- | ---- | ---- | ---- | ---- | ---- |
| 144  | 119  | 94   | 106  | 131  | 99   | 86   | 71   | 59   |

| 1975 | 1982 | 1990 | 1999 | 2005 | 2006 | 2010 | 2015 | 2020 |
| ---- | ---- | ---- | ---- | ---- | ---- | ---- | ---- | ---- |
| 59   | 47   | 39   | 51   | 43   | 42   | 38   | 33   | 28   |

| 2022 | - | - | - | - | - | - | - | - |
| ---- | - | - | - | - | - | - | - | - |
| 27   | - | - | - | - | - | - | - | - |

## Lieux et monuments
- Abbaye de Belval au Bois-des-Dames inscrite au titre des monuments historiques en 1991[25].

## Personnalités liées à la commune
- Le chef d'entreprise et chasseur François Sommer (1904-1973) est à l'origine de la création du parc de Bel-Val, un domaine de 1 200 hectares, afin de ré-acclimater des espèces ayant vécu dans la région.
- Maximin Legros (1750-1823), général républicain de la guerre de Vendée, responsable du massacre du Marillais, y est né.